# Diabrotica undecimpunctata
Diabrotica undecimpunctata is een keversoort uit de familie bladkevers (Chrysomelidae). De wetenschappelijke naam van de soort werd in 1843 gepubliceerd door Carl Gustaf Mannerheim.

## Galerij

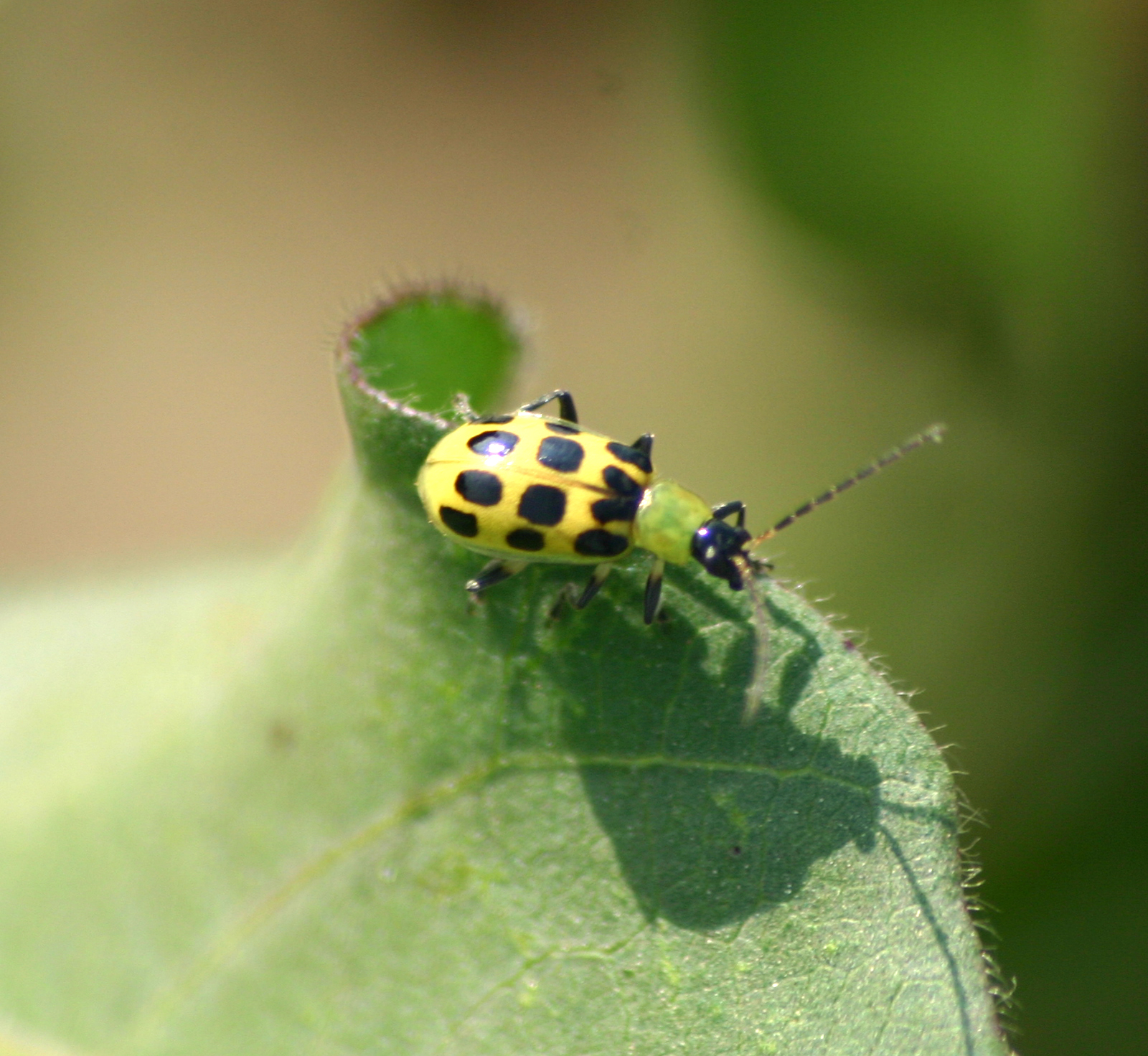
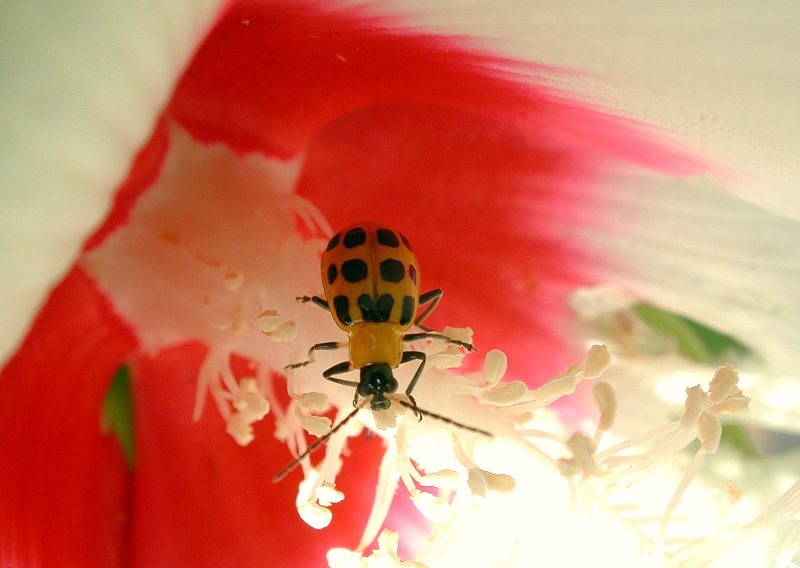